# Yvon Madiot
Yvon Madiot, né le 21 juin 1962 à Renazé (Mayenne), est un coureur cycliste français, devenu ensuite directeur sportif dans l'équipe FDJ.

## Biographie
Il a été champion de France sur route en 1986 et trois fois champion de France de cyclo-cross.
Il est le frère cadet de Marc Madiot et a été directeur sportif au sein de l'équipe Groupama-FDJ. Il prend sa retraite à la fin de la saison 2023 après 27 ans dans la direction de l'équipe.

## Palmarès

### Palmarès amateur
- Amateur
  - 1976-1980 : 31 victoires[1]
- 1980
  -  Champion de France du contre-la-montre par équipes juniors
- 1983
  - Manche-Atlantique
  - Nantes-Segré
  - 5e étape du Tour de Normandie
  - Redon-Redon
  - 10e étape de la Course de la Paix
  - 3e de la Palme d'or Merlin-Plage
  - 5e du Tour de l'Avenir

### Palmarès professionnel
- 1984
  - Grand Prix de Cannes
  - 3e étape du Tour de France (contre-la-montre par équipes)
- 1985
  - Châteauroux-Limoges
  - 2e du Trophée des grimpeurs
  - 3e du Grand Prix de Plumelec
  - 5e de la Flèche wallonne
- 1986
  -  Champion de France sur route
  - 2e étape du Tour de France (contre-la-montre par équipes)
  - 7e de Bordeaux-Paris
  - 8e de Paris-Nice
  - 9e du Tour des Flandres
  - 10e du Tour de France
- 1987
  - 2e des Boucles parisiennes
  - 3e du Tour de Midi-Pyrénées
  - 4e de Liège-Bastogne-Liège
  - 5e de la Flèche wallonne
  - 8e du Tour d'Espagne
- 1988
  - 1re étape de Paris-Nice (contre-la-montre par équipes)
  - 4e du Grand Prix du Midi libre
  - 7e de la Flèche wallonne
  - 9e du Critérium du Dauphiné libéré
- 1989
  - 2e du Grand Prix des Amériques
  - 9e du Grand Prix du Midi libre
- 1990
  - 3e du Tour d'Émilie
- 1991
  - Grand Prix de Cannes

## Résultats sur les grands tours

### Tour de France
9 participations
- 1984 : 46e, vainqueur de la 3e étape (contre-la-montre par équipes)
- 1985 : 72e
- 1986 : 10e, vainqueur de la 2e étape (contre-la-montre par équipes)
- 1987 : 73e
- 1988 : abandon (16e étape)
- 1989 : 47e
- 1990 : abandon (6e étape)
- 1991 : abandon (17e étape)
- 1992 : 67e

### Tour d'Espagne
3 participations
- 1986 : 14e
- 1987 : 8e
- 1990 : 43e

## Palmarès en cyclo-cross
| - 1979 - Champion de Bretagne de cyclo-cross juniors - 1983 - Championnat des Pays de la Loire de cyclo-cross - 1984 - Champion de France de cyclo-cross - 1985 - Champion de France de cyclo-cross | - 1986 - Cyclo-cross du Mingant, Lanarvily - 2e du championnat de France de cyclo-cross - 1987 - Champion de France de cyclo-cross - 1988 - Cyclo-cross du Mingant, Lanarvily - 3e du championnat de France de cyclo-cross |